# Circuito di Ospedaletti
Il circuito di Ospedaletti fu un circuito cittadino di fama internazionale sul quale corsero i Gran Premi automobilistici e motociclistici dal 1947 sino al 1972.

## Collocazione geografica
Il circuito si trova nel comune ligure di Ospedaletti, ed è composto da strade di viabilità urbana. Il percorso del 1947 era ridotto rispetto alla versione ultima, inizialmente si correva in senso orario, in seguito con l'ampliamento del tracciato si invertì il senso di marcia diventando stabilmente antiorario.

## Storia
Il circuito di Ospedaletti-San Remo nasce nella primavera del 1947 per volontà di Michele Allavena, Remo Pestarino, Luca Vismar e l'Automobil Club Sanremo. 
Il titolo Gran Premio di San Remo nacque con la prima edizione del 1937 che venne disputata  all'interno del piccolo anello cittadino di Sanremo a cui prese parte Achille Varzi dopo un periodo di assenza dalle corse. L'entusiasmo scaturito dalla bellissima gara venne però congelato dal periodo bellico che mise un freno alla successiva edizione. Nel 1947, con la fine della guerra, si ritrovarono gli entusiasmi per dar vita alla seconda edizione del Gp San Remo e si optò per la creazione ad hoc di un circuito che vide nella sua morfologia le condizioni ideali per correre, il circuito di Ospedaletti adiacente alla città di San Remo.
Ospedaletti infatti disponeva di un lungo rettilineo i cui due estremi erano raccordati da un'ottima circonvallazione; inoltre, la viabilità ordinaria sarebbe stata assicurata da una strada parallela sul lungomare, la via XX Settembre.
Il circuito cittadino di Ospedaletti debuttò come gara di velocità nel 1947, venendo inclusa fin dall'anno seguente nel circuito internazionale dei gran premi. L'avventura della Formula Uno  vide i più grandi nomi dell'epoca, da Nuvolari a Fangio, Ascari, Bira, Villoresi ecc. e si concluse nel 1951 a causa dei problemi di sicurezza causati in parte dal grave incidente di Johnny Claes e in parte alla potenza dei nuovi motori che non trovava più sfogo sul tracciato troppo compresso. Continuò il motociclismo sino al 1972, l'anno successivo per problemi di sicurezza a seguito della tragedia a Monza di Pasolini e Saarinen si bloccò definitivamente l'organizzazione del Gran Trofeo di Ospedaletti.